# درای ران (اوهایو)
درای ران (به انگلیسی: Dry Run) یک منطقهٔ مسکونی در ایالات متحده آمریکا است که در شهرستان همیلتون، اوهایو واقع شده‌است. درای ران ۱۲٫۱ کیلومتر مربع مساحت و ۷٬۲۸۱ نفر جمعیت دارد و ۲۶۶ متر بالاتر از سطح دریا واقع شده‌است.